# Wladimiro Panizza
Wladimiro Panizza (Fagnano Olona, 5 juni 1945 – Cassano Magnago, 21 juni 2002) was een Italiaans wielrenner. Hij heeft 18 keer aan de start gestaan van de Ronde van Italie en reed deze 16 keer uit, zijn beste prestatie was daar een 2e plaats in het eindklassement van 1980. Met 18 deelnames is Panizza samen met zijn landgenoot Domenico Pozzovivo recordhouder in de Ronde van Italië. Hij overleed op 57-jarige leeftijd aan een hartaanval.

## Belangrijkste overwinningen
1973
- Ronde van Romagna
- Ronde van Reggio Calabria

1975
- Italiaans kampioen veldrijden, Elite
- Milaan-Turijn
- 17e etappe Giro d'Italia

1976
- Italiaans kampioen veldrijden, Elite
- 15e etappe Tour de France

1978
- 17e etappe Giro d'Italia

1981
- Ronde van Friuli

## Resultaten in voornaamste wedstrijden
| Jaar | Ronde van Italië | Ronde van Frankrijk | Ronde van Spanje |
| ---- | ---------------- | ------------------- | ---------------- |
| 1967 | 22e              |                     | opgave           |
| 1968 |                  |                     |                  |
| 1969 | 16e              | 14e                 |                  |
| 1970 | opgave           | 18e                 |                  |
| 1971 | 9e               |                     |                  |
| 1972 | 5e               |                     |                  |
| 1973 | 6e               |                     |                  |
| 1974 | 12e              | 4e                  |                  |
| 1975 | 6e (1)           |                     |                  |
| 1976 | 6e               | 13e (1)             |                  |
| 1977 | 5e               |                     |                  |
| 1978 | 4e (1)           |                     |                  |
| 1979 | 13e              |                     |                  |
| 1980 | ↑                |                     |                  |
| 1981 | opgave           |                     |                  |
| 1982 | 20e              |                     |                  |
| 1983 | 10e              |                     |                  |
| 1984 | 11e              |                     |                  |
| 1985 | 28e              |                     |                  |

| Jaar | Milaan-San Remo | Amstel Gold Race | Luik-Bast.‑Luik | Ronde van Lombardije | Waalse Pijl |  | WK op de weg |  | Wereldranglijsten |
| ---- | --------------- | ---------------- | --------------- | -------------------- | ----------- |  | ------------ |  | ----------------- |
| 1967 | 84e             |                  |                 | 5e                   |             |  |              |  |                   |
| 1968 |                 |                  |                 | 27e                  |             |  |              |  |                   |
| 1969 | 49e             |                  |                 |                      | 57e         |  |              |  |                   |
| 1970 | 75e             |                  |                 |                      |             |  |              |  |                   |
| 1971 | 34e             |                  |                 |                      |             |  |              |  |                   |
| 1972 | 66e             |                  |                 | 13e                  |             |  | 11e          |  |                   |
| 1973 | 45e             |                  |                 | 13e                  |             |  |              |  |                   |
| 1974 | 119e            |                  | Brons           | 13e                  | 23e         |  |              |  | 15e (SPP)         |
| 1975 | 56e             |                  | 10e             | 8e                   |             |  |              |  | 35e (SPP)         |
| 1976 | Zilver          |                  |                 | Brons                |             |  |              |  | 13e (SPP)         |
| 1977 | 98e             | 36e              |                 | 5e                   | 28e         |  |              |  | 15e (SPP)         |
| 1978 | 26e             |                  |                 | 4e                   |             |  |              |  | 23e (SPP)         |
| 1979 | 64e             |                  |                 | 25e                  |             |  |              |  |                   |
| 1980 | 26e             |                  |                 | 9e                   | 31e         |  | 4e           |  | 22e (SPP)         |
| 1981 | 55e             |                  |                 | 20e                  | 76e         |  | 29e          |  |                   |
| 1982 | 53e             |                  |                 |                      | 44e         |  |              |  |                   |
| 1983 | 70e             |                  |                 | 19e                  |             |  |              |  |                   |
| 1984 | 37e             |                  |                 | 13e                  |             |  |              |  |                   |
| 1985 | 76e             |                  |                 |                      |             |  |              |  |                   |